# Qatar Stars League 2025-2026
La Qatar Stars League 2025-2026, anche nota come Expo Stars League 2025-2026 per motivi di sponsorizzazione, è stata la 52ª edizione del massimo livello del campionato qatariota di calcio, iniziata il 14 agosto 2025 e terminata il 18 aprile 2026.

## Stagione

### Novità
Dalla scorsa stagione è retrocesso l'Al-Khor, ultimo classificato. Dalla Seconda divisione è stato invece promosso l'Al-Sailiya, primo classificato della stagione 2024-2025.

### Formula
Le 12 squadre partecipanti giocano un girone all'italiana con partite di andata e ritorno, per un totale di 22 giornate. Al termine di esse, la prima classificata è campione del Qatar e si qualifica, insieme con la seconda, per la AFC Champions League Elite 2026-2027. L'ultima classificata è invece retrocessa in Seconda Divisione, mentre la penultima gioca uno spareggio promozione-retrocessione contro una squadra di Seconda Divisione.

## Squadre partecipanti
| Squadra       | Città              | Stadio                      |
| ------------- | ------------------ | --------------------------- |
| Al-Ahli       | Doha               | Stadio Hamad bin Khalifa    |
| Al-Arabi      | Doha               | Stadio Grand Hamad          |
| Al-Duhail     | Doha               | Stadio Abdullah bin Khalifa |
| Al-Gharafa SC | Doha               | Stadio Thani bin Jassim     |
| Al-Sailiya    |                    |                             |
| Al-Rayyan SC  | Al Rayyan          | Ahmed bin Ali Stadium       |
| Al Sadd SC    | Doha               | Stadio Jassim Bin Hamad     |
| Al-Shahaniya  | Al-Shahaniya       | Stadio Ahmed bin Ali        |
| Al-Shamal     | Madinat ash Shamal | Stadio Al-Khor              |
| Al-Wakrah SC  | Al Wakrah          | Stadio Saud bin Abdulrahman |
| Qatar SC      | Doha               | Stadio Suheim bin Hamad     |
| Umm Salal SC  | Umm Salal          | Stadio Thani bin Jassim     |

## Allenatori e primatisti
| Squadra      | Allenatore         | Calciatore più presente | Capocannoniere |
| ------------ | ------------------ | ----------------------- | -------------- |
| Al-Ahli      | Pepa               |                         |                |
| Al-Arabi     | Younes Ali         |                         |                |
| Al-Duhail    | Christophe Galtier |                         |                |
| Al-Gharafa   | Pedro Martins      |                         |                |
| Al-Rayyan    | Leonardo Jardim    |                         |                |
| Al-Sadd      | Bruno Pinheiro     |                         |                |
| Al-Sailiya   |                    |                         |                |
| Al-Shahaniya | Álvaro Mejía Pérez |                         |                |
| Al-Shamal    | Poya Asbaghi       |                         |                |
| Al-Wakrah    | Tintín Márquez     |                         |                |
| Qatar SC     | Hélio Sousa        |                         |                |
| Umm Salal SC | Patrice Carteron   |                         |                |

## Calciatori stranieri
Ogni squadra può registrare un massimo di nove calciatori stranieri di cui due sotto i 23 anni di età. In grassetto i giocatori acquistati nel mercato invernale.
| Squadra      | Calciatori          | Calciatori       | Calciatori           | Calciatori          | Calciatori      | Calciatori        | Calciatori          | Calciatori        | Calciatori           | Calciatori     | Calciatori      |
| Squadra      | 1°                  | 2°               | 3°                   | 4°                  | 5°              | 6°                | 7°                  | U23 1°            | U23 2°               | Riserve        | Ex giocatori    |
| ------------ | ------------------- | ---------------- | -------------------- | ------------------- | --------------- | ----------------- | ------------------- | ----------------- | -------------------- | -------------- | --------------- |
| Al-Ahli Doha | Matej Mitrović      | Julian Draxler   | Idrissa Doumbia      | Erik Expósito       | Ramón Arias     | Driss Fettouhi    | Sekou Yansané       | Robin Tihi        | Ayoub Amraoui        |                |                 |
| Al-Arabi     | Hassan Aladin       | Marco Verratti   | Abdou Diallo         | Omar Al Somah       | Youssef Msakni  | Mohamed Taabouni  | Simo Keddari        | Isaac Lihadji     |                      |                |                 |
| Al-Duhail    | Luis Alberto        | Edmilson Junior  | Lucas Veríssimo      | Michael Olunga      |                 |                   |                     | Bautista Burke    | Ibrahima Bamba       |                | Ibrahima Diallo |
| Al-Gharafa   | Joselu              | Yacine Brahimi   | Ferjani Sassi        | Florinel Coman      | Jang Hyun-soo   | Fabricio Díaz     | Seydou Sano         | Jamal Hamed       |                      |                |                 |
| Al-Rayyan    | Róger Guedes        | Thiago Mendes    | David García         | Rodrigo             | Julien de Sart  | Gabriel Pereira   | André Amaro         | Ameed Mhagna      | Sofiane Boufal       |                |                 |
| Al-Sadd      | Guilherme           | Paulo Otávio     | Rafa Mújica          | Mohamed Camara      | Mateus Uribe    | Giovani           | Abdessamed Bounacer | Romain Saïss      |                      |                |                 |
| Al-Sailiya   | Yohan Boli          | Ibrahima Diallo  | Adil Rhaili          | Aymen Hussein       | Sofiane Hanni   | Ahmed Kone        | Abdalhamid Naser    | Khalil Zohir      | Abdallah Nouri       | Ethini Marcel  | Rúben Semedo    |
| Al-Shahaniya | Marc Muniesa        | Sven van Beek    | Pelle van Amersfoort | Francesco Antonucci | Alhassan Koroma | Jaime Pombo       |                     | Mohammed Ibrahim  | Mahammad Aiman Zahid | Barakat Hashem |                 |
| Al-Shamal    | Matías Nani         | Jeison Murillo   | Omid Ebrahimi        | Younès Belhanda     | Babacar Seck    | Younes El Hannach | Omar Mohamed        | Baghdad Bounedjah |                      |                |                 |
| Al-Wakrah    | Aïssa Laïdouni      | Alexander Scholz | Hamdy Fathy          | Gelson Dala         | Ricardo Gomes   | Omar Salah        |                     | Ayoub Assal       | Yousef Ramadan       | Farid Boulaya  |                 |
| Qatar SC     | Raoul Danzabe Sanda | Javi Martínez    | Badr Benoun          | Ben Malango         | Ali Saoudi      |                   |                     |                   |                      |                |                 |
| Umm-Salal    | Carlinhos           | Oussama Tannane  | Kenji Gorré          | Victor Lekhal       | Antonio Mance   | Naïm Laidouni     | Landing Badji       | Marouane Louadni  | Edidiong Essien      |                |                 |

## Classifica finale
|                  | Pos. | Squadra      | Pt | G | V | N | P | GF | GS | DR |
| ---------------- | ---- | ------------ | -- | - | - | - | - | -- | -- | -- |
| Qatar (bandiera) | 1.   | Al-Sadd      | 0  | 0 | 0 | 0 | 0 | 0  | 0  | 0  |
|                  | 2.   | Al-Duhail    | 0  | 0 | 0 | 0 | 0 | 0  | 0  | 0  |
|                  | 3.   | Al-Gharafa   | 0  | 0 | 0 | 0 | 0 | 0  | 0  | 0  |
|                  | 4.   | Al-Ahli Doha | 0  | 0 | 0 | 0 | 0 | 0  | 0  | 0  |
|                  | 5.   | Al-Rayyan    | 0  | 0 | 0 | 0 | 0 | 0  | 0  | 0  |
|                  | 6.   | Al-Shamal    | 0  | 0 | 0 | 0 | 0 | 0  | 0  | 0  |
|                  | 7.   | Al-Shahaniya | 0  | 0 | 0 | 0 | 0 | 0  | 0  | 0  |
|                  | 8.   | Al-Wakrah    | 0  | 0 | 0 | 0 | 0 | 0  | 0  | 0  |
|                  | 9.   | Al-Arabi     | 0  | 0 | 0 | 0 | 0 | 0  | 0  | 0  |
|                  | 10.  | Qatar SC     | 0  | 0 | 0 | 0 | 0 | 0  | 0  | 0  |
|                  | 11.  | Umm-Salal    | 0  | 0 | 0 | 0 | 0 | 0  | 0  | 0  |
|                  | 12.  | Al-Sailiya   | 0  | 0 | 0 | 0 | 0 | 0  | 0  | 0  |

Legenda:

      Campione del Qatar e ammessa alla fase a gironi della AFC Champions League Élite 2025-2026

      Ammesse alle qualificazioni della AFC Champions League Élite 2025-2026

      Ammessa alla AFC Champions League 2 2025-2026

 Ammessa allo spareggio promozione-retrocessione.

      Retrocessa in Qatar Second Division 2025-2026
Tre punti a vittoria, uno a pareggio, zero a sconfitta.
La classifica viene stilata secondo i seguenti criteri:
- Punti conquistati
- Playoff (per titolo, partecipazione alle coppe e retrocessione)
- Differenza reti generale
- Reti totali realizzate

## Spareggio promozione/retrocessione
Allo spareggio promozione/retrocessione vengono ammesse a penultima classificata della Qatar Stars League e la seconda classificata della Seconda Divisione.

## Statistiche

### Squadre

#### Capoliste solitarie
|    | —— | —— | —— | —— | —— | —— | —— | —— | ——  | ——  | ——  | ——  | ——  | ——  | ——  | ——  | ——  | ——  | ——  | ——  | ——  | ——  | ——  | ——  | ——  | ——  | ——  | ——  | ——  | ——  | ——  | ——  | ——  | ——  | ——  | ——  | ——  | —— |  |
|    |    |    |    |    |    |    |    |    |     |     |     |     |     |     |     |     |     |     |     |     |     |     |     |     |     |     |     |     |     |     |     |     |     |     |     |     |     |    |  |
|    |    |    |    |    |    |    |    |    |     |     |     |     |     |     |     |     |     |     |     |     |     |     |     |     |     |     |     |     |     |     |     |     |     |     |     |     |     |    |  |
|    |    |    |    |    |    |    |    |    |     |     |     |     |     |     |     |     |     |     |     |     |     |     |     |     |     |     |     |     |     |     |     |     |     |     |     |     |     |    |  |
| 1ª | 2ª | 3ª | 4ª | 5ª | 6ª | 7ª | 8ª | 9ª | 10ª | 11ª | 12ª | 13ª | 14ª | 15ª | 16ª | 17ª | 18ª | 19ª | 20ª | 21ª | 22ª | 23ª | 24ª | 25ª | 26ª | 27ª | 28ª | 29ª | 30ª | 31ª | 32ª | 33ª | 34ª | 35ª | 36ª | 37ª | 38ª |    |  |